# Pauline Opango
Pauline Opango Lumumba connu aussi sous le nom de Pauline Opangu, est une activiste congolaise née le 1er janvier 1937 à Wembonyam au Kasai et morte le 23 décembre 2014 à Kinshasa. Elle devient l'épouse de Patrice Lumumba, premier ministre de la République Démocratique du Congo, le 15 mars 1951, devenant ainsi la troisième femme de ce dernier. Quatre enfants sont issus de cette union. Il s'agit de Julienne, Marie-Christine, Patrice et Roland.

## Biographie
Pauline Opango aussi connu sous le nom de Pauline Opango Lumumba, est née à Wembonyam, Kasai, République démocratique du Congo, ex Congo Belge. Le 15 mars 1951, à ses 14 ans, elle devient la troisième épouse de Patrice Lumumba à qui elle donnera quatre enfants que sont: Roland, Marie-Christine, Patrice et Julienne.
Le 15 février 1961, elle apparaît protestant torse nue dans les rues de Léopold ville,. Elle a commencé cette manifestation car le corps de son époux ne lui a pas été rendu après l'assassinat de ce dernier le 17 janvier 1961. Le ministre des Affaires étrangères belges, Louis Michel, s'excusera plus tard au nom de la Belgique.

### Exil
Pauline Opango, sous la menace, quitte le pays pour l'Egypte où elle est accueillie, accompagnée de sa famille, par le Président égyptien, Nasser. Elle ne reviendra que plus tard sur l'invitation de Mobutu en 1967.

### Décès
Pauline Opango meurt le 23 décembre 2014 à Kinshasa au Congo,.
Elle a été inhumée le lundi 29 décembre au cimetière Nécropole à Nsele à Kinshasa.